# Конституційні протести УСРР
Конституційні протести УСРР – акти опротестування Президією ВУЦВК на підставі Конституції СРСР 1924 (ст. 42, 49) та Положення про ЦВК СРСР від 12 жовтня 1923 (ст. 53) нормативних документів, які приймалися загальносоюзними органами (Президією ЦВК СРСР, РНК СРСР та окремими наркоматами), у разі їх невідповідності законодавству СРСР або законодавству союзної республіки. До прийняття Конституції СРСР упродовж 1923–24 було направлено 4 К.п. УСРР від імені РНК УСРР, але згодом Президія ВУЦВК стала єдиним у республіці суб'єктом конституційного опротестування загальносоюзних актів. Акти Президії ЦВК СРСР і РНК СРСР опротестовувалися без зупинення їх виконання, а виконання рішень окремих наркоматів могло бути зупинене на території республіки безпосередньо Президією ВУЦВК. Наявність такого права випливала з конституційного визначення СРСР як федерації суверенних союзних республік, це мало бути однією з гарантій суверенних прав УСРР й сприяти встановленню єдиної конституційної законності для всієї рад. федерації. Президія ВУЦВК направляла протести або подання (іноді вони називалися клопотаннями) від імені ВУЦВК до Президії ЦВК СРСР, аргументуючи їх тим, що опротестовані акти не відповідають Конституції СРСР або містять наміри до централізації чи втручання в компетенцію союзних республік або спробу регламентації дрібних питань поточного управління. Прийняттю постанови Президії ВУЦВК про направлення К.п. УСРР передувало одержання від РНК УСРР або Конституційної комісії ВУЦВК і насамперед від Прокуратури УСРР відповідних аргументованих пропозицій (подань, протестів, висновків тощо).
Згідно з постановою Президії ЦВК СРСР від 14 серп. 1925, для подання протесту встановлювався місячний строк від дня прийняття опротестованого акта. Згодом за клопотанням Президії ВУЦВК цей строк постановою Президії ЦВК СРСР від 6 листоп. 1926 було збільшено до 2-х місяців. За підрахунками дослідників, Президія ЦВК СРСР задовольняла щороку від третини до половини К.п. УСРР; решта відхилялася або верталася Президії ВУЦВК для перегляду.
Практика направлення К.п. УСРР тривала від 1923 до поч. 1930-х рр., коли вона була припинена у зв'язку з курсом на централізацію і звуженням суверенних прав союзних республік. Перший відомий К.п. УСРР заявлено Президією ВУЦВК 20 груд. 1923 з пропозицією припинити чинність низки положень постанови РНК СРСР "Про товарні знаки". Останні (з виявлених в архівах) К.п. УСРР датуються 1930. Точного обліку всіх поданих К.п. УСРР не велося і щодо їх загальної кількості в офіційних документах є певні розбіжності. За даними Президії ВУЦВК, було опротестовано: у 1923 – 2 акти, у 1924 – 22, у 1925 – 17, у 1926–27 – 52 акти. За документами Прокуратури УСРР, направлено: у 1923 – 1 протест, у 1924 – 18, у 1925 – 19, у 1926 – 37, у 1927 – 49 протестів.